# Fleur Jaeggy
Fleur Anne Marie Claude Jaeggy (Zürich, 31 juli 1940) is een Italiaanstalige Zwitserse auteur.

## Leven
Jaeggy werd drietalig opgevoed in Zürich (Frans, Duits, Italiaans). Na de scheiding van haar ouders verbleef ze bij haar grootmoeder in Muralto en werd ze in verschillende meisjespensionaten geplaatst: Lugano, Teufen, Lindau, Zug en Rome (Villa Pacis). Ze ondernam een korte modellencarrière in Milaan en New York, en verhuisde in de jaren zestig naar Rome. Daar knoopte ze een levenslange vriendschap aan met de Oostenrijkse schrijfster Ingeborg Bachmann. Ook ontmoette ze er Thomas Bernhard en Roberto Calasso, met wie ze in 1968 trouwde en in Milaan ging wonen. Bij diens uitgeverij Adelphi bracht ze dat jaar haar eerste roman uit. 
Het succes kwam met de publicatie in 1989 van I beati anni del castigo, dat de premio Bagutta won. Haar romans en verhalen zouden vanaf dan regelmatig worden bekroond met hoge literaire onderscheidingen van Italië. Naast het schrijven van romans en verhalen, vertaalde Jaeggy werk van Marcel Schwob, Thomas de Quincey en Robert Schumann naar het Italiaans. Als essayiste schreef ze onder meer over John Keats en Robert Walser. Voor het toneel maakte ze de tekst van Un tram che si chiama Tallulah, in 1975 opgevoerd te Spoleto en in 1984 te Lugano. Voorts schreef ze liedteksten voor Franco Battiato, vaak onder het pseudoniem Carlotta Wieck.

## Publicaties
| Titel                    | Jaar | Genre               | Vertaling                      | Vertaler                            | Jaar                |
| Il dito in bocca         | 1968 |                     |                                |                                     |                     |
| L'angelo custode         | 1971 |                     |                                |                                     |                     |
| Le statue d'acqua        | 1980 | novelle             | De waterstandbeelden           | Hilde Schraa                        | 2023                |
| I beati anni del castigo | 1989 | roman               | De gelukzalige jaren van tucht | Annegret Böttner en Leontine Bijman | 1990 (herzien 2021) |
| La paura del cielo       | 1994 | verhalen            | De angst voor de hemel         | Tine Riegen en Anna Maria Domburg   | 1996                |
| Proleterka               | 2001 | novelle             | SS Proleterka                  | Frans Denissen                      | 2019                |
| Vite congetturali        | 2009 | biografische essays |                                |                                     |                     |
| Sono il fratello di XX   |      | verhalen            | Ik ben de broer van XX         | Hilda Schraa                        | 2014                |

## Voetnoten
1. ↑  Barbara Villiger Heilig, Die Geheimnisse der Hermes Ambassador, Republik, 16 januari 2020
2. ↑  Dylan Byron, ‘Ik ben grotendeels niets, zie je?’, De Standaard, 28 januari 2023. Gearchiveerd op 6 februari 2023. Orig. Engels: Fleur Jaeggy Thinks Nothing of Herself, The New Yorker, 24 oktober 2021.

- Bibsys: 90412055
- Biblioteca Nacional de España: XX979015
- Bibliothèque nationale de France: cb12236693b (data)
- Catàleg d'autoritats de noms i títols de Catalunya: 981058615306706706
- CiNii: DA07578858
- Digitale Bibliotheek voor de Nederlandse Letteren: jaeg024
- Gemeinsame Normdatei: 119436361
- International Standard Name Identifier: 0000 0003 7384 7723
- Library of Congress Control Number: nr91037772
- MusicBrainz: 55c7274d-a941-432b-80a4-3015b0816fc5
- Nationale Bibliotheek van Tsjechië: xx0032216
- Nationale bibliotheek van Australië: 35799612
- Nationale Bibliotheek van Israël: 987007427716905171
- Nationale Bibliotheek van Polen: a0000001133890
- Nationale en Universitaire bibliotheek Zagreb: 000330281
- Nederlandse Thesaurus van Auteursnamen: 079378382
- Réseau des bibliothèques de Suisse occidentale: 02-A003417509
- Istituto Centrale per il Catalogo Unico: CFIV107939
- Système universitaire de documentation: 031080464
- Theaterlexikon der Schweiz: Fleur_Jaeggy
- Trove: 1092832
- Union List of Artist Names: 500381434
- Virtual International Authority File: 59136671
- WorldCat: E39PBJfRH9jqDYfHcJPPmK7WDq